# 長野県道156号草越豊昇佐久線
長野県道156号草越豊昇佐久線（ながのけんどう156ごう くさごえほうしょうさくせん）は、長野県北佐久郡御代田町草越と佐久市を結ぶ一般県道。

## 概要

### 路線データ
- 起点：北佐久郡御代田町草越（長野県道137号借宿小諸線交点）
- 終点：佐久市岩村田（岩村田交差点、長野県道9号佐久軽井沢線・長野県道143号岩村田停車場線交点）

## 通過する自治体
- 北佐久郡
  - 御代田町
- 佐久市

## 接続・交差する道路
- 長野県道137号借宿小諸線（御代田町起点）
- 長野県道157号豊昇茂沢中軽井沢停車場線（御代田町豊昇）
- 長野県道9号佐久軽井沢線（国道141号旧道）・長野県道143号岩村田停車場線（佐久市終点）

## 周辺
- 露切峡
- 佐久スキーガーデンパラダ
- 佐久市立平根小学校
- 佐久市浅間支所